# Coleen Gray
Coleen Gray, pseudonimo di Doris Jensen (Lincoln, 23 ottobre 1922 – Los Angeles, 3 agosto 2015), è stata un'attrice statunitense.
Talvolta accreditata come Colleen Gray, fu attiva in cinema e televisione, specialmente negli anni quaranta e cinquanta.

## Biografia
Figlia di un agricoltore di Staplehurst, si diplomò alla high school, studiando poi recitazione alla Hamline University di Saint Paul (Minnesota), dove conseguì un Bachelor of Arts. Dopo la laurea, iniziò a viaggiare attraverso l'America, raggiungendo la California e fermandosi nella località turistica di La Jolla, dove lavorò come cameriera. Dopo alcune settimane si trasferì a Los Angeles e si iscrisse ad una scuola di recitazione. Le sue apparizioni sul palcoscenico in Letters to Lucerne e Brief Music, le consentirono di farsi notare dai talent-scout della 20th Century Fox, che nel 1944 la fecero scritturare dalla grande major cinematografica per i film La fidanzata di tutti (1944), Festa d'amore (1945), Tre ragazze in blu (1946), in cui però non fu accreditata ufficialmente.

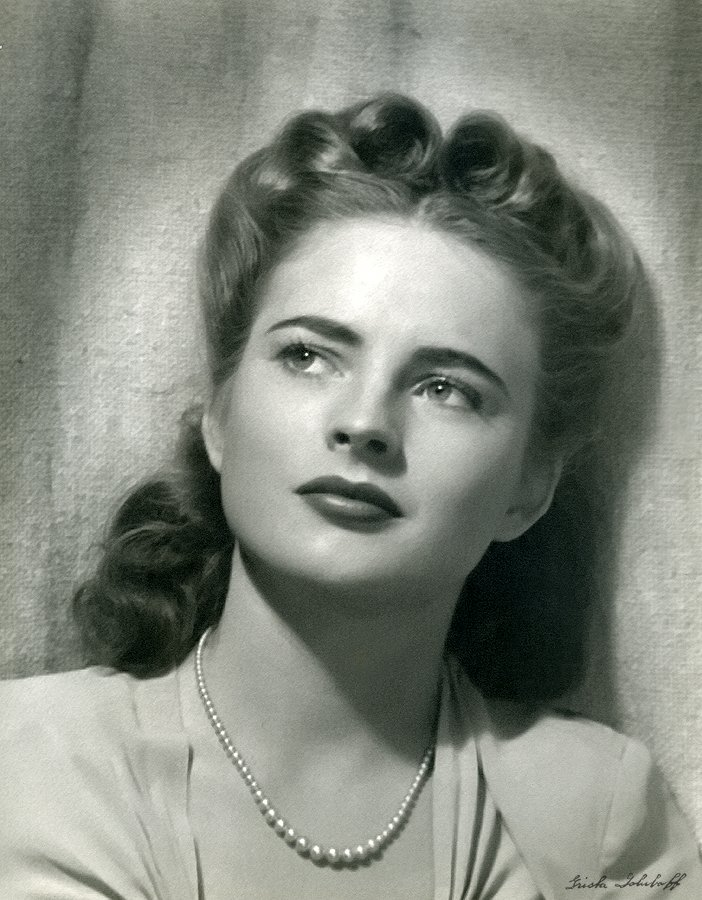
Coleen Gray in un'immagine degli anni quaranta

Il primo ruolo di grande rilievo sul grande schermo giunse nel 1947, grazie al noir Il bacio della morte (1947), in cui recitò accanto a Victor Mature, suo partner anche nel successivo L'assalto (1948). In seguito apparve al fianco di altri grandi divi dello schermo, come Tyrone Power ne La fiera delle illusioni (1947), John Wayne ne Il fiume rosso (1948), William Holden in L'uomo che era solo (1950), e Sterling Hayden in Rapina a mano armata (1956), in cui fu diretta dal giovane Stanley Kubrick. La Gray lavorò regolarmente durante gli anni cinquanta, distinguendosi in film di diverso genere, in particolare western come La rivolta degli Apaches (1951), La freccia nella polvere (1954) e La jungla dei temerari (1955), e pellicole noir come Il covo dei gangsters (1951) e Il quarto uomo (1952).
Attiva nel cinema fino al 1968, la Gray lavorò anche per il piccolo schermo dagli anni cinquanta, partecipando a diverse serie televisive fra cui, a inizio degli anni settanta, una puntata pilota della serie Ellery Queen. Ebbe anche una breve esperienza teatrale durante i suoi primi anni hollywoodiani, quando apparve a Broadway nella commedia Leaf and Bough di Joseph Hayes, messa in scena nel 1949 dal regista Rouben Mamoulian e interpretata dall'allora emergente Charlton Heston.

## Vita privata
Coleen Gray si sposò per la prima volta il 10 agosto 1945 con lo sceneggiatore e futuro regista Rodney Amateau, da cui ebbe la figlia Susan (nata nel 1946) e da cui divorziò l'11 febbraio 1949. Dal secondo matrimonio con il pilota di aerei William Clymer Bidlack, celebrato il 14 luglio 1953, la Gray ebbe un altro figlio, Bruce Robin, nato nel 1954. Dopo la morte di Bidlack nel 1978, l'anno successivo la Gray sposò in terze nozze Fritz Zeiser, assieme al quale svolge attività di volontariato per l'organizzazione non profit Prison Fellowship, un'associazione per l'assistenza dei detenuti e delle loro famiglie, fondata nel 1976 da Chuck Colson, a sua volta ex detenuto e reo confesso dello scandalo Watergate.

## Filmografia

### Cinema
- Festa d'amore (State Fair), regia di Walter Lang (1945) (non accreditata)
- Tre ragazze in blu (Three Little Girls in Blue), regia di H. Bruce Humberstone (1946) (non accreditata)
- The Shocking Miss Pilgrim, regia di George Seaton (1947) (scene cancellate)
- Il bacio della morte (Kiss of Death), regia di Henry Hathaway (1947)
- La fiera delle illusioni (Nightmare Alley), regia di Edmund Goulding (1947)
- L'assalto (Fury at Furnace Creek), regia di H. Bruce Humberstone (1948)
- Il fiume rosso (Red River), regia di Howard Hawks (1948)
- Sabbia (Sand), regia di Louis King (1949)
- L'uomo che era solo (Father Is a Bachelor), regia di Abby Berlin e Norman Foster (1950)
- La gioia della vita (Riding High), regia di Frank Capra (1950)
- Mentre la città dorme (The Sleeping City), regia di George Sherman (1950)
- Il covo dei gangsters (I'll Get You for This), regia di Joseph M. Newman (1951)
- La rivolta degli Apaches (Apache Drums), regia di Hugo Fregonese (1951)
- I gangsters della 5 Avenue (Models Inc.), regia di Reginald LeBorg (1952)
- Il quarto uomo (Kansas City Confidential), regia di Phil Karlson (1952)
- La primula rossa del Sud (The Vanquished), regia di Edward Ludwig (1953)
- Ho sposato un pilota (Sabre Jet), regia di Louis King (1953)
- The Fake, regia di Godfrey Grayson (1953)
- La freccia nella polvere (Arrow in the Dust), regia di Lesley Selander (1954)
- Giuoco implacabile (Las Vegas Shakedown), regia di Sidney Salkow (1955)
- La jungla dei temerari (Tennessee's Partner), regia di Allan Dwan (1955)
- La freccia sulla croce (The Twinkle in God's Eye), regia di George Blair (1955)
- Alla frontiera dei Dakotas (The Wild Dakotas), regia di Sam Newfield (1956)
- Rapina a mano armata (The Killing), regia di Stanley Kubrick (1956)
- Esecuzione al tramonto (Star in the Dust), regia di Charles F. Haas (1956)
- Pistola nuda (Frontier Gambler), regia di Sam Newfield (1956)
- Il diabolico avventuriero (Death of a Scoundrel), regia di Charles Martin (1956)
- La banda della frusta nera (The Black Whip), regia di Charles Marquis Warren (1956)
- Destination 60.000, regia di George Waggner (1957)
- Il vampiro (The Vampire), regia di Paul Landres (1957)
- Copper Sky, regia di Charles Marquis Warren (1957)
- Cinque ore disperate (Hell's Five Hours), regia di Jack L. Copeland (1958)
- Il riscatto di un gangster (Johnny Rocco), regia di Paul Landres (1958)
- The Leech Woman, regia di Edward Dein (1960)
- Il pianeta fantasma (The Phantom Planet), regia di William Marshall (1961)
- La città senza legge (Town Tamer), regia di Lesley Selander (1965)
- Facce per l'inferno (P.J.), regia di John Guillermin (1968)
- Una nuova vita per Liz (The Late Liz), regia di Dick Ross (1971)
- Mother, regia di Brian Pinette (1978)
- Cry from the Mountain, regia di James F. Collier (1985)

### Televisione
- Damon Runyon Theater – serie TV, episodio 2x10 (1955)
- Crusader – serie TV, episodio 1x36 (1956)
- Crossroads – serie TV, episodio 1x35 (1956)
- Climax! – serie TV, episodio 2x21 (1956)
- The Wonderful World of Disney o Disneyland), sesta stagione, episodio 25 Elfego Baca: Gus Tomlin is dead (1960)
- General Electric Theater – serie TV, episodio 9x11 (1960)
- Have Gun - Will Travel – serie TV, episodio 5x10 (1961)
- Hong Kong – serie TV, episodio 1x16 (1961)
- Bus Stop – serie TV, episodi 1x02-1x14 (1961)
- The Wide Country – serie TV, episodio 1x08 (1962)
- Perry Mason prima serie: quarta stagione, episodio 6 The Case of the Wandering Widow (1960); quinta stagione, episodio 19 The Case of the Glamorous Ghost (1962); settima stagione, episodio 19 The Case of the Fifty-Millionth Frenchman (1964); nona stagione, episodio 24 The Case of the Fanciful Frail (1966)
- Maverick – serie TV, episodio 4x29 (1961)
- Indirizzo permanente (77 Sunset Strip) – serie TV, episodi 3x26-5x05 (1961-1962)
- Alfred Hitchcock presenta (Alfred Hitchcock Presents), settima stagione, episodio 33 The Opportunity (1962)
- Gli uomini della prateria (Rawhide) – serie TV, episodio 4x29 (1962)
- Dakota (The Dakotas) – serie TV, episodio 1x15 (1963)
- Kraft Suspense Theatre, prima stagione, episodio 17 The Threatening Eye (1964)
- Branded – serie TV, episodio 2x06 (1965)
- Io e i miei tre figli (My Three Sons) – serie TV, episodi 5x23-7x24 (1965-1967)
- Il virginiano (The Virginian) – serie TV, episodi 4x17-5x18 (1966-1967)
- I giorni di Bryan (Run for Your Life) - serie TV, episodio 2x27 (1967)
- Bonanza - serie TV, episodio 9x21 (1968)
- Tre nipoti e un maggiordomo (Family Affair) - serie TV, episodio 2x24 (1968)
- The Iron Man, prima stagione, episodio 21 The Challenge (1968); ottava stagione, episodio 16 The Faded Image (1975)
- Reporter alla ribalta (The Name of the Game), seconda stagione, episodio 3 Blind Man's Bluff (1969)
- The F.B.I., sesta stagione, episodio 18 Eye of the Needle (1971)
- Ellery Queen, episodio pilota Don't Look Behind You (1971)
- Mannix, quinta stagione, episodio 11 The Man Outside (1971)
- Sesto senso (The Sixth Sense), prima stagione, episodio 11 Whisper of Evil (1972)
- Uno sceriffo a New York (McCloud), quinta stagione, episodio 2, The Gang that stole Manhattan (1974), episodio 7 Lady on the Run (1975) ed episodio 9 Return to the Alamo (1975); settima stagione, episodio 5 London Bridges (1977)
- Un salto nel buio (Tales from the Darkside) - serie TV, episodio 2x17 (1986)

## Doppiatrici italiane
- Lydia Simoneschi in: Il bacio della morte, Mentre la città dorme, La fiera delle illusioni, La rivolta degli apaches
- Rosetta Calavetta in: La freccia nella polvere, La primula rossa del sud
- Fiorella Betti in: Rapina a mano armata, Cinque ore disperate
- Wanda Tettoni in: Il fiume rosso
- Rina Morelli in: La gioia della vita
- Miranda Bonansea in: La jungla dei temerari
- Dhia Cristiani in: Il diabolico avventuriero
- Maria Pia Di Meo in: La banda della frusta nera
- Micaela Giustiniani in: Esecuzione al tramonto

Fonti: Il mondo dei doppiatori, Il mito di Hollywood, ciakhollywood.com